# Laura Chinchilla
Laura Chinchilla Miranda (* 28. března 1959, San José, Kostarika) byla prezidentkou Kostariky mezi roky 2010 a 2014. Vystudovala univerzitu v hlavním městě San José a Georgetown University v USA.
Prezidentské volby vyhrála v únoru 2010 a do úřadu nastoupila 8. května téhož roku. Kandidovala za stranu Partido Liberación Nacional (Strana národního osvobození). Mezi roky 2006 a 2008 byla první viceprezidentkou v kabinetu svého prezidentského předchůdce Óscara Ariase. Je vůbec první ženou v Kostarice, která zastává tuto funkci. V Latinské Americe před ní dosáhly na prezidentské křeslo pouze 4 ženy. Dne 8. května 2014 nastoupil do prezidentské funkce její nástupce Luis Guillermo Solís ze strany Partido Acción Ciudadana.